# Elección para gobernador de Arkansas de 2018
La elección para gobernador de Arkansas de 2018 tuvo lugar el 6 de noviembre, al mismo tiempo que las elecciones al Senado de los Estados Unidos en otros estados, las elecciones a la Cámara de Representantes de los Estados Unidos y varias elecciones estatales y locales.
El gobernador republicano titular Asa Hutchinson ganó la reelección para un segundo mandato en el margen más grande para un candidato republicano a gobernador en la historia de Arkansas.

## Primaria republicana
| Candidatos     | Votos   | %     |
| -------------- | ------- | ----- |
|                | Votos   | %     |
| Asa Hutchinson | 145,251 | 69.75 |
| Jan Morgan     | 63,009  | 30.25 |
|                |         |       |
| Total          | 208,260 | 100   |
|                |         |       |
| Fuente:        |         |       |

## Primaria demócrata
| Candidatos      | Votos   | %     |
| --------------- | ------- | ----- |
|                 | Votos   | %     |
| Jared Henderson | 68,340  | 63.44 |
| Leticia Sanders | 39,382  | 36.56 |
|                 |         |       |
| Total           | 107,722 | 100   |
|                 |         |       |
| Fuente:         |         |       |

## Resultados
| Partido                             | Partido       | Candidato       | Votos     | %     |
| ----------------------------------- | ------------- | --------------- | --------- | ----- |
|                                     | Republicano   | Asa Hutchinson  | 582,406   | 65.33 |
|                                     | Demócrata     | Jared Henderson | 283,218   | 31.77 |
|                                     | Libertario    | Mark West       | 25,885    | 2.90  |
|                                     |               |                 |           |       |
| Total                               | Total         | Total           | 891,509   | 100   |
| Participación                       | Participación | Participación   | 898,793   | 50.38 |
| Registrados                         | Registrados   | Registrados     | 1,784,015 |       |
|                                     |               |                 |           |       |
| Fuente: Arkansas Secretary of State |               |                 |           |       |